# كلوستريديوم كويني
كلوستريديوم كويني (نسبة إلى عالم الأحياء الدقيقة الجنوب إفريقي J.I. كوين) هو نوع من البكتيريا من فصيلة كلوستريدياسيا.